# Lucien Chauvière
Pour les articles homonymes, voir Chauvière.
Lucien Chauvière, né le 11 février 1876 à Paris, et mort le 7 avril 1966 à Paris était un ingénieur français. Spécialiste des fabrications en bois collé (il possédait une entreprise de construction de bateaux), il fut un pionnier de la construction d’hélices pour avions, inventant une technique qui permit de passer cette fabrication du stade artisanal à l’échelle industrielle. Passionné d’aéronautique et de vitesse, il réalisa également un prototype d’avion et un autogire, le gyroptère Chauvière, ainsi que des canots automobiles de course.  

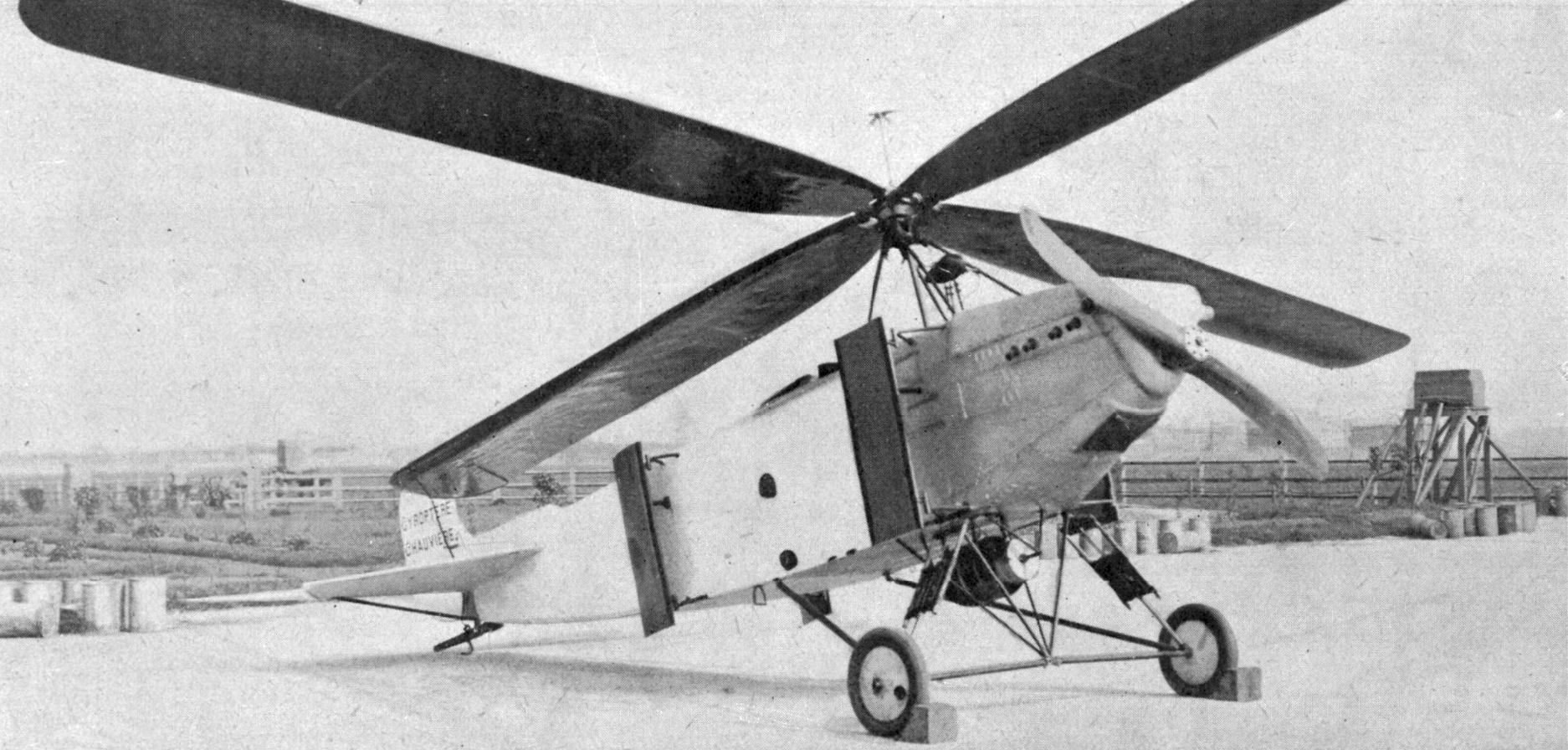
Gyroptère Chauvière (1929)

## Biographie
Lucien Chauvière est domicilié au no 70 rue Cardinet à Paris.

## Distinctions
- Officier de la Légion d'honneur (1949). Il est nommé chevalier en 1913.
- Commandeur de l'ordre national du Mérite